# Стаднік Андрій Володимирович
Андрі́й Володимирович Ста́днік (15 квітня, 1982, смт Віньківці Хмельницької області) — лідер збірної України з вільної боротьби у ваговій категорії до 66 кг, срібний призер ХХІХ літніх Олімпійських ігор в Пекіні. Заслужений майстер спорту України.

### Біографія
Народився в селищі міського типу Віньківці Хмельницької області в багатодітній сім'ї.
Виховувався у спортивній сім'ї: батько — майстер спорту з вільної боротьби і перший тренер сина, мама — легкоатлетка, закінчила Львівський інститут фізкультури.

| На початках чим я тільки не займався — грав футбол, мама виявляла легкоатлетичні здібності, ходив у музичну школу. Та згодом батько поступово затягнув на боротьбу мене і мого старшого брата. На тренування ходили сім кілометрів пішки в сусіднє село, бо в нас не було борцівського килима. Пізніше і в нашій школі з'явилися борцівські килими, на яких я виграв перші свої змагання — кадетську першість України. Звісно, багато хлопців відсіялося, залишилися найстійкіші. А батько проводив професійні тренування, і навантаження не всі витримували. Наша районна команда вигравала обласні змагання, пішли і в мене успіхи, практично став непереможним в Україні. |
Тренують Андрія Стадніка Заза Зозіров і Віктор Первачук. Спортсмен є студентом Львівської академії друкарства. Одружений. Хобі — автомобілі.

## Спортивні досягнення
На міжнародні змагання вперше поїхав у 17-річному віці (1999) на чемпіонат світу серед кадетів. Потім виграв молодіжну Європу (2002), за що отримав «міжнародника». Особисто виграв Кубок світу 2005 року (команда була другою). На чемпіонаті Європи став третім, а разом із командою посів перше місце.
З 2006 року Андрій Стаднік — заслужений майстер спорту України, звання отримав після бронзового успіху на чемпіонаті світу—2006.
На літніх Олімпійських іграх в Пекіні у 2008 р. Андрій Стаднік став другим, поступившись у фінальній сутичці турку Рамазану Сахіну. Рахунок фінального поєдинку був за періодами 2:2, 2:1, 2:2.
Здобув золоту нагороду чемпіонату Європи з вільної боротьби 1 квітня 2009 року. Рахунок фінального поєдинку був за періодами 1:2, 6:5, 3:1. Це перша золота медаль для України на чемпіонаті Європи.

## Родина
Сестра — Яна Стаднік, борчиня, дворазова срібна призерка чемпіонатів Європи, срібна призерка Ігор Співдружності, виступає за Велику Британію.
Дружина — Марія Стаднік, борчиня, чотириразова олімпійська призерка, призерка та чемпіонка світу, п'ятиразова чемпіонка Європи, чемпіонка Європейських ігор, з 2007 року виступає за Азербайджан. Старший брат — Роман Стаднік, майстер спорту України, чемпіон Всеукраїнської Універсіади. Сестра — Алла Стаднік, борчиня, майстер спорту України, бронзова призерка чемпіонатів України.

## Державні нагороди
- Орден «За мужність» III ст. (4 вересня 2008) — за досягнення високих спортивних результатів на XXIX літніх Олімпійських іграх в Пекіні (Китайська Народна Республіка), виявлені мужність, самовідданість та волю до перемоги, піднесення міжнародного авторитету України[4]
- Відзнака Президента України — ювілейна медаль «20 років незалежності України» (19 серпня 2011)[5]